# Edwin Meese
Edwin Meese III (* 2. prosince 1931 Oakland, Kalifornie) je americký právník, vysokoškolský pedagog, autor mnoha publikací a člen Republikánské strany, který zastával řadu významných vládních pozic jako spolupracovník prezidenta Ronalda Reagana. Od roku 1967 byl tajemníkem pro právní záležitosti a v letech 1969–1974 personálním šéfem Reaganovy administrativy ve státě Kalifornie. Součástí Reaganova týmu byl i v prvním prezidentském období 1981–1985 a v druhém období zastával v letech 1985–1988 pozici 75. ministra spravedlnosti USA (angl. Attorney General).
V současnosti je členem správních rad řady think tanků, včetně Heritage Foundation, Hooverova institutu, a The Federalist Society. Dne 8. října 2019 udělil prezident Donald Trump Edwinu Meesovi Prezidentskou medaili svobody, nejvyšší civilní vyznamenání ve Spojených státech.